# تريديميت
تريديميت هو شكل من أشكال ثنائي أكسيد السيليكون (السيليكا) SiO2؛ ويوجد في الأحوال العادية على شكل بلورات صفائحية بيضاء أو عديمة اللون.
وصف المعدن أول مرة سنة 1868، وذلك من عينة عثر عليها في المكسيك؛ وتشتق تسمية تريديميت من الإغريقية τρίδυμο (تريديمو)، وذلك للإشارة إلى البلورات التي تشكل ثلاثيات توأمية أو أكثر.